# Francisco Neto
Chico Netto, właśc. Francisco Bueno Netto (ur. 9 kwietnia 1894 w Mogi Mirim, zm. 18 czerwca 1959 w Maringá) – brazylijski piłkarz i trener grający na pozycji środkowego obrońcy.
Chico Netto karierę rozpoczął w 1908 roku w klubie Amparo São Paulo. Rok 1912 spędził w klubie America Rio de Janeiro, z którego przeszedł do Americano FC. Kolejnym etapem kariery było São Bento São Paulo z którym zdobył mistrzostwo Stanu São Paulo – Campeonato Paulista w 1914 roku. W 1915 roku przeszedł do Fluminense FC, w którym występował w latach 1915–1924. Z Fluminense trzykrotnie zdobył mistrzostwo Stanu Rio de Janeiro – Campeonato Carioca w 1917, 1918 i 1919 roku. Karierę zakończył w 1924 roku.
W 1917 roku Chico Netto z reprezentacją Brazylii uczestniczył w Copa América 1917, gdzie zagrał we wszystkich trzech meczach z Argentyną, Chile i Urugwajem a Brazylia zajęła trzecie miejsce. W reprezentacji rozegrał 3 mecze.
W 1923 roku Chico Netto był selekcjonerem Canarinhos podczas Copa América 1923. Reprezentacja Brazylii zajęła czwarte (ostatnie) miejsce, przegrywając wszystkie 3 mecze.